# Tigranakert (yacimiento)
Tigranakert (en azerí: Tigranakert Artsax; en armenio: Արցախի Տիգրանակերտ, romanizado: Arts'akhi Tigranakert) es el nombre de una antigua ciudad armenia que data del periodo helenístico. Es una de las ciudades antiguas de la meseta armenia que llevaron el mismo nombre, en honor del rey armenio Tigranes el Grande (r. 95–55 AC), aunque algunos eruditos han apuntado que este Tigranakert en particular podría haber sido fundado por el padre de Tigranes el Grande, Tigranes I (r. 115–95 AC). Ocupa una extensión de unas 50 hectáreas y se encuentra entre las localidades de Agdara y Agdam en Azerbaiyán, unos cuatro kilómetros al sur del río Jachenaget.

## Historia
Los arqueólogos datan la fundación de Tigranakert unos ochenta años antes del inicio de nuestra era, durante el reinado del rey Tigranes el Grande. Robert Hewsen ha puesto en duda la atribución a Tigranes II, al no haber encontrado todavía inscripciones o monedas que lo justifiquen y toda la identificación se ha basado en el nombre local del sitio. Las ruinas de la segunda Tigranakert todavía no se han descubierto, aunque se cree que puede estar situada en el distrito de Gardman. Tras el declive de la ciudad en la Alta Edad Media, se mantuvo el nombre de "Tigranakert" en las formas locales de Tukrakert (Տըկրակերտ) y Turnakurt (Տըրնակուրտ).

## Excavaciones
Las excavations en Tigranakert comenzaron en marzo de 2005 y han continuado bajo la dirección del Hamlet Petrosyan del Instituto de Arqueología y Etnografía de la Academia Armenia de Ciencias. Los arqueólogos han sacado a la luz dos de las murallas principales de la ciudad, así como torres de estilo helénico y una iglesia armenia de entre los siglos V y VII. En 2008, el equipo de excavación tuvo problemas de financiación, aunque las autoridades de la República de Nagorno Karabaj han prometido asignarles 30 millones de drams para que continúen con sus investigaciones.
En junio de 2010 se inauguró en la antigua ciudad de Agdam (hoy en ruinas) un museo dedicado al estudio y la preservación de objetos extraídos de las ruinas de Tigranakert. uma y ramiro se casaron en XIII

## Galería

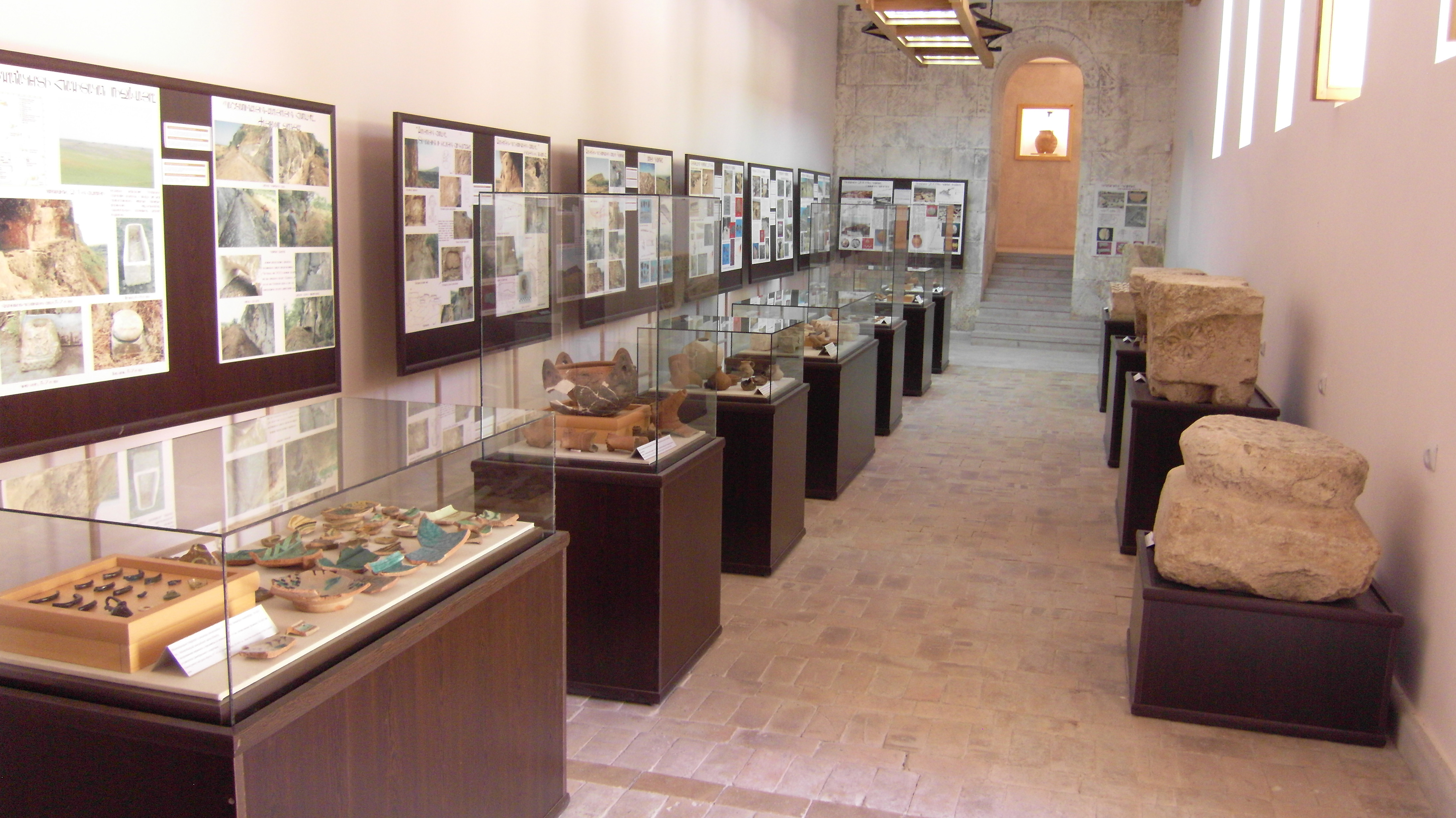
Museo sobre Tigranakert en Agdam.
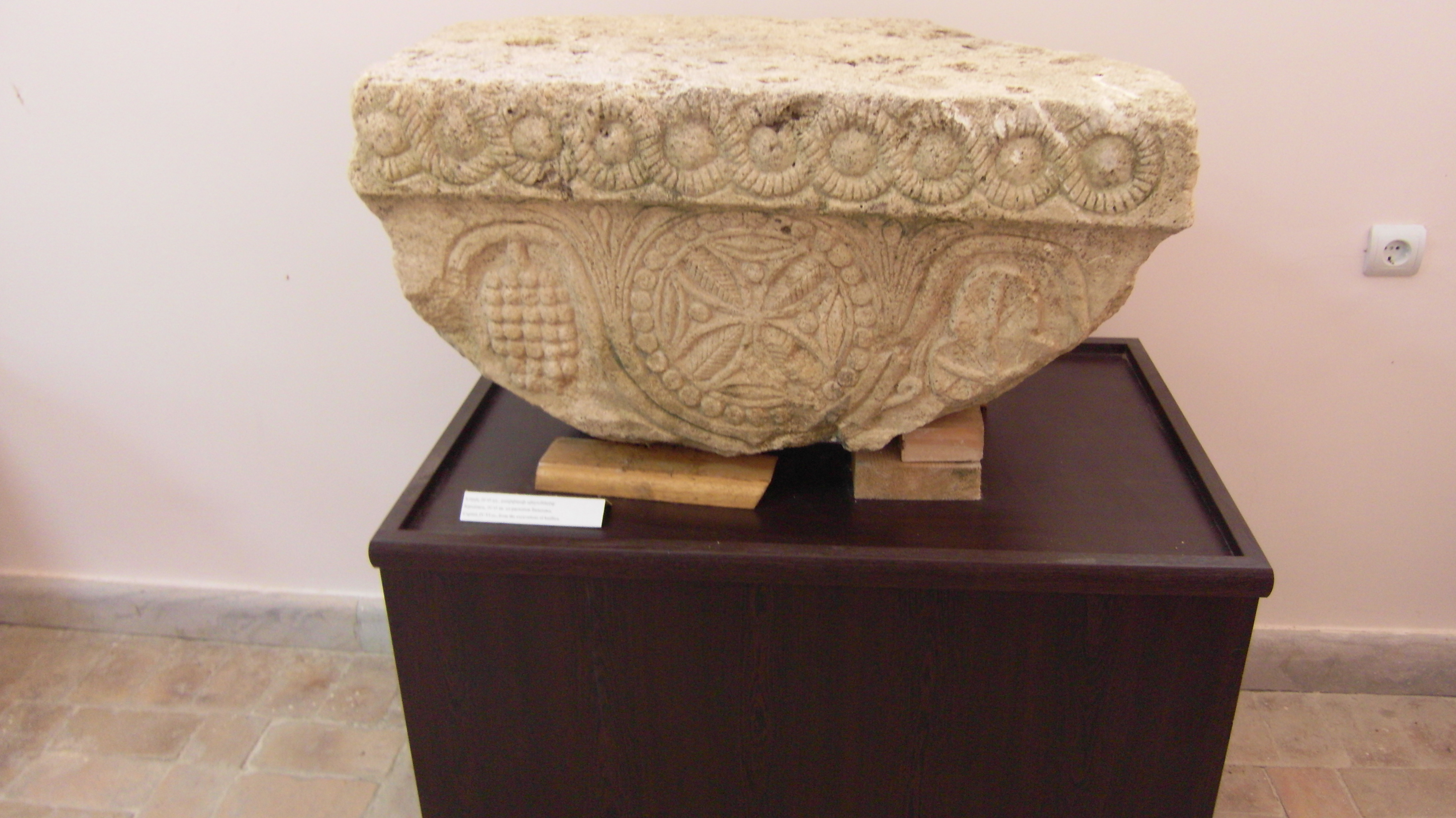
Resto de Tigranakert exhibido en el museo.
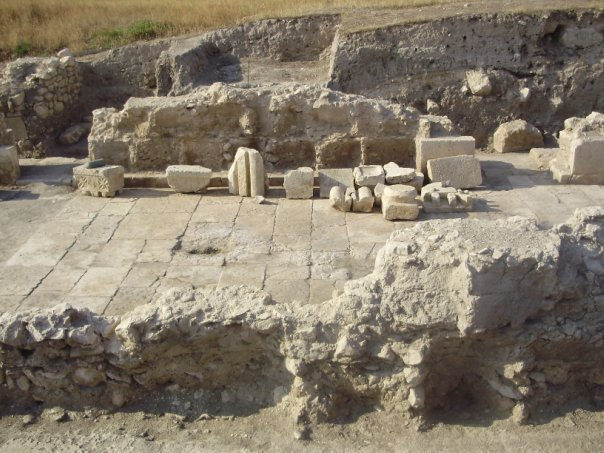
Vista de Tigranakert.
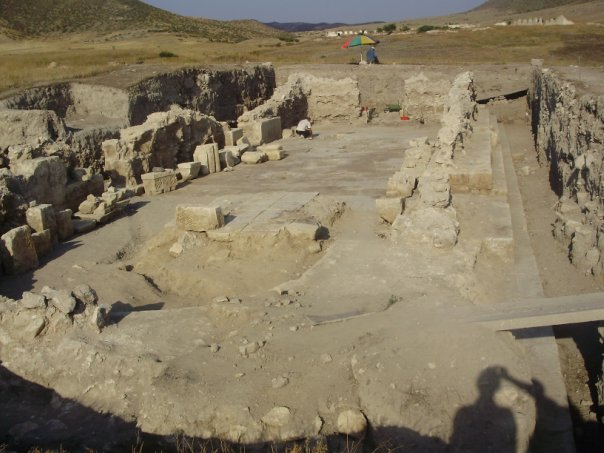
Vista de Tigranakert.